# هوا، سوئد
هوا، سوئد (به سوئدی: Hova) یک منطقهٔ مسکونی در سوئد است که در بخش گولسپانگ واقع شده‌است. هوا ۱٫۸۰ کیلومتر مربع مساحت و ۱٬۲۸۸ نفر جمعیت دارد.